# Шатонеф (Вандеја)
Шатонеф (фр. Châteauneuf) насеље је и општина у западној Француској у региону Лоара, у департману Вандеја која припада префектури Сабл д'Олон.
По подацима из 2011. године у општини је живело 918 становника, а густина насељености је износила 57,66 становника/km². Општина се простире на површини од 15,92 km². Налази се на средњој надморској висини од 10 метара (максималној 34 m, а минималној 1 m).

## Демографија
| 1962. | 1968. | 1975. | 1982. | 1990. | 1999. | 2011. |
| ----- | ----- | ----- | ----- | ----- | ----- | ----- |
| 452   | 499   | 478   | 452   | 520   | 527   | 918   |

График промене броја становника у току последњих година